# Endlicheria rubra
Endlicheria rubra är en lagerväxtart som beskrevs av Chanderb.. Endlicheria rubra ingår i släktet Endlicheria och familjen lagerväxter. Inga underarter finns listade i Catalogue of Life.